# Obrascón Huarte Lain
Obrascón Huarte Lain, S.A., besser bekannt unter der Abkürzung OHL, ist ein börsennotiertes Bauunternehmen mit Hauptsitz in der Torre Espacio. Obrascón Huarte Lain ist das Ergebnis zweier Fusionen der Unternehmen Obrascón, Huarte und Laín.

## Geschichte
Das Unternehmen Sociedad General de Obras y Construcciones Obrascón, S.A. wurde 1911 in Bilbao gegründet. Zwischen 1953 und 1973 gehörte die Gesellschaft der Bank BBVA, bis sie von Altos Hornos de Vizcaya übernommen wurde. 1987 wurde sie vom heutigen Vorstandsvorsitzenden Juan-Miguel Villar Mir übernommen, der das Unternehmen 1991 an die Börse brachten.
Construcciones Huarte wurde 1927 in Pamplona gegründet. 1996 begann die Zusammenarbeit mit Obrascón und ein Jahr später erfolgte der Zusammenschluss beider Firmen.
Das dritte Unternehmen, Construcciones Laín, entstand 1963 als spanische Tochtergesellschaft von John Laing Construction. 1991 fand der Börsengang des Unternehmens an der Börse von Madrid statt und 1999 wurde die Firma mit Obrascón Huarte fusioniert.
Nach der Konsolidierung durch die Brüder Amodio, die inzwischen einen Aktienanteil von knapp 26 % halten, wurde die Firma 2021 in OHLA umbenannt.

## Korruptionsvorwurf
Am 21. April 2017 wurde der Unternehmer Javier López wegen irregulärer Zahlungen an den Ex-Präsidenten der Comunidad de Madrid (PP), Ignacio Gonzáles  von der Guardia Civil festgenommen. Javier López, Schwiegersohn des Eigentümers von OHL, Villar Mir, ist Berater bei OHL, einem der größten Bauunternehmen Spaniens. Er wurde wegen Zahlungen einer Provision in Höhe von 1,4 Millionen Euro im Zusammenhang des fehlgeschlagenen Projekts um den Bau der Bahnlinie zwischen Móstoles und Navalcarnero festgenommen. Diese 2008 begonnene Bahnverbindung von 14,8 Kilometer Länge wurde bis heute nicht fertiggestellt. Bauträger war ein Tochterunternehmen der OHL. Dieser Bauskandal der Nicht-Fertigstellung kostete das Unternehmen eine Strafzahlung in Höhe von 34 Millionen. Die Festnahme von Javier López bedeutet eine neue Phase der Operation Lezo, vom 18. April 2017, in deren Verlauf der Ex-President Ignacio González von der Sondereinheit der Guardia Civil gegen Wirtschaftskriminalität, der UCO (Unidad Central Operativa) festgenommen wurde. Am 21. April wurde Javier López gegen Zahlung einer Kaution in Höhe von 100.000 EUR zunächst freigelassen. Er ist außerdem im Fall Púnica angeklagt und war einer der Verurteilten im Fall der Schwarzen Kreditkarten.